# Huvinamadu, Davanagere
Huvinamadu là một làng thuộc tehsil Davanagere, huyện Davanagere, bang Karnataka, Ấn Độ.